# Bataille de San Pablo del Monte
Expédition du Mexique
Batailles
- Fortín
- Las Cumbres
- 1er Puebla
- Barranca Seca
- Cerro del Borrego
- Tampico
- 2e Puebla
- Atlixco
- San Pablo del Monte
- San Lorenzo
- Totoapan
- Morelia
- Campeche
- Veranos
- Tacámbaro
- La Loma
- Parral
- Chihuahua
- Álamos
- Ixmiquilpan
- Bagdad
- Camargo
- Miahuatlán
- Carbonera
- Guayabo
- Villa de Álvarez
- San Jacinto
- Querétaro

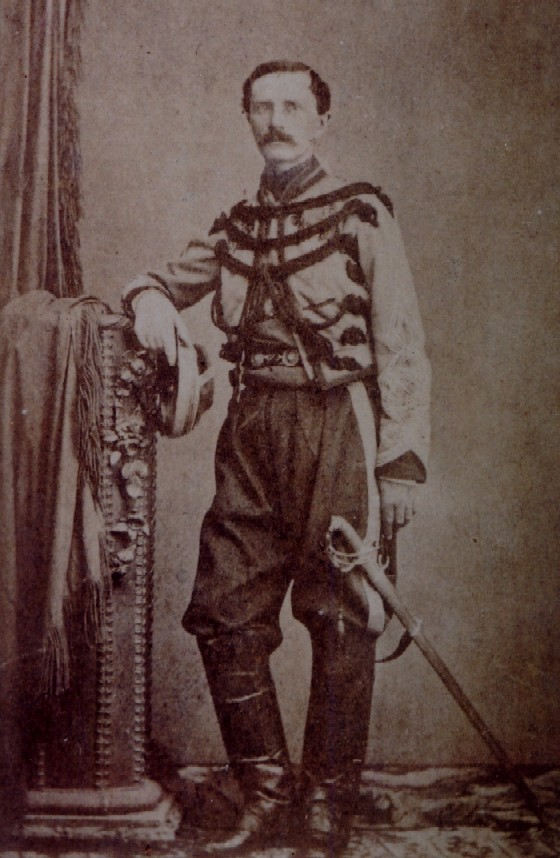
Chef d'escadron Oswald Bénigne de Montarby

La bataille de San Pablo del Monte a eu lieu le 5 mai 1863, durant le siège de Puebla.
Le 6e escadron du 1er régiment de chasseurs d’Afrique commandé par le capitaine de Montarby se distingua en chargeant plus de mille Mexicains. Le commandant Aymard de Foucauld trouva la mort lors du combat.

## La bataille

### L'attaque du commandant de Foucauld

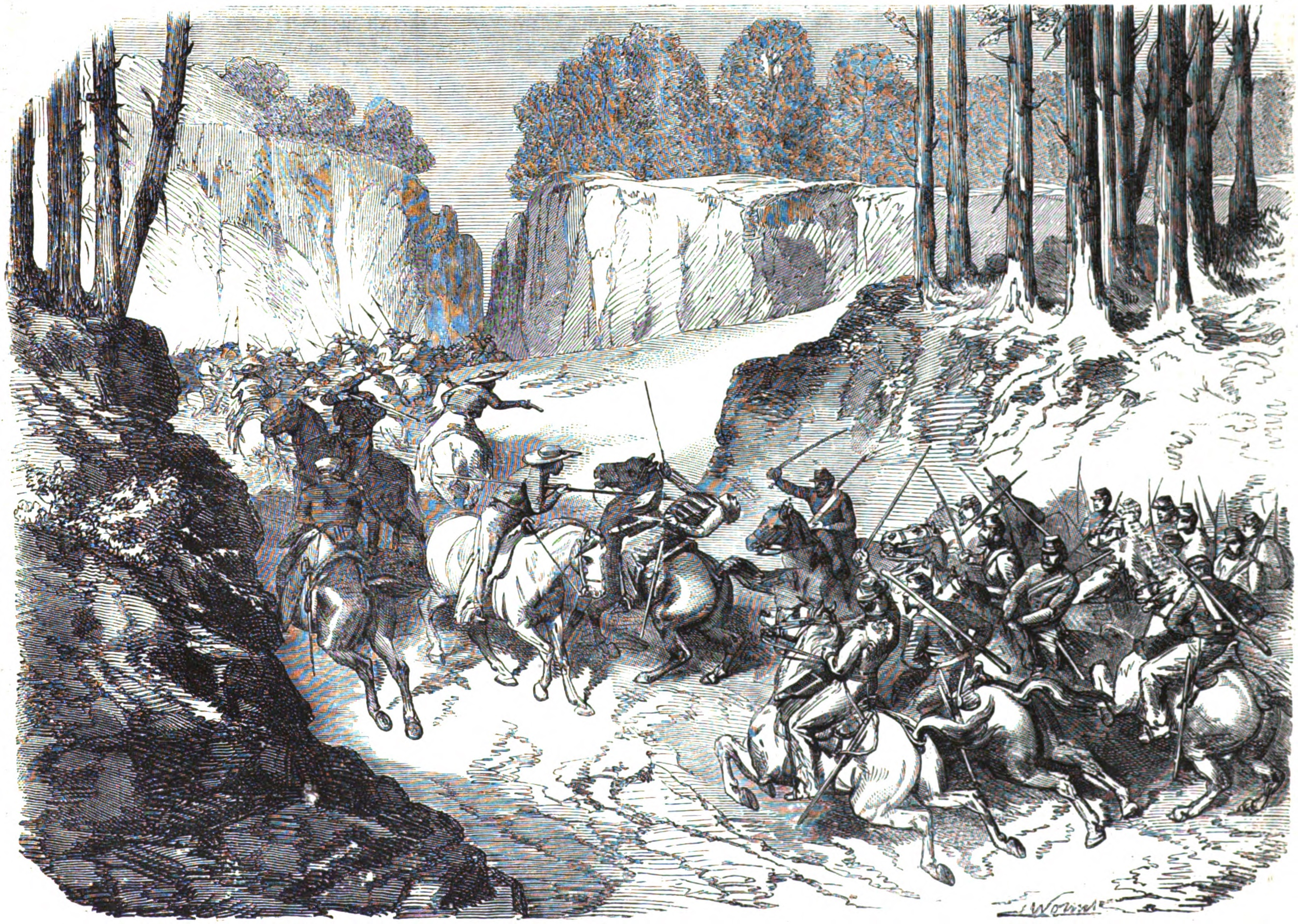
Combat de San Pablo del Monte: Mort du commandant Aymard de Foucauld.

L’armée mexicaine assiégée dans Puebla tenta une sortie, le 5 mai 1863, combinée avec un mouvement du général Comonfort. Un corps de cavalerie évalué à un millier de chevaux, soutenu en arrière par des colonnes d’infanterie et d’artillerie, se présenta en avant du village de San Pablo del Monte. Le général L’Hériller dirigea de ce côté une reconnaissance composée d’un escadron du 1er régiment de chasseurs d’Afrique et d’une section de grenadiers du 99e de ligne aux ordres du commandant Aymard de Foucauld. Les Mexicains furent refoulés et poursuivis. Le commandant de Foucauld voyant l’ennemi à bonne portée se précipita le sabre au poing sur les escadrons mexicains. L’ennemi céda du terrain et se replia en combattant vers la ferme d’Acapulco où il fut de nouveau attaqué. Là, le commandant de Foucauld tomba percé d’un coup de lance et expira quelques instants après.

### Intervention du capitaine de Montarby
Cependant, la garde mexicaine qui protégeait le porte-étendard du 1er régiment de Durango était assaillie par les cavaliers Bordes et Imbert, du 1er chasseurs d’Afrique. Bordes s'empara du trophée tandis qu’Imbert poursuivit le porte-étendard et lui enleva le baudrier de l'emblème qu’il portait sur lui. Le capitaine de Montarby se mit à la tête de l’escadron et continua la poursuite que le commandant de Foucauld avait commencée. Il mena trois charges contre ses adversaires jusqu’à ce que, blessé lui-même, il dut se retirer. Les Français ramassèrent les blessés, les armes et rapportèrent à leur campement l'étendard brodé des lanciers de Durango ainsi que 21 prisonniers et une grande quantité de lances et de fusils. Ce fait d'armes valut au régiment d'être décoré de la Légion d'honneur, fait unique dans la cavalerie.